# Fred-Arthur Geppert
Fred-Arthur Geppert (* 16. Juni 1925 in Bitterfeld; † 4. April 1999 in Leipzig) war ein deutscher Schauspieler und Synchronsprecher.

## Leben
Geppert gehörte von 1962 bis 1995 zum Schauspiel Leipzig. Er war in zahlreichen Theater-, Kino- und Fernsehproduktionen zu sehen. Zahlreich sind auch die Rollen, die er in Filmproduktionen insbesondere Jugoslawiens und Polens einnahm. Seit den frühen Jahren des Fernsehtheaters Moritzburg gehörte er zu dessen profilbildenden Akteuren.
Über Jahrzehnte arbeitete Geppert, zum Teil wiederholt, mit so bedeutenden Schauspielern und Regisseuren der DDR und der BRD wie Heinz Behrens, Fred Delmare, Götz George, Erwin Geschonneck, Dominik Graf, Roland Gräf, Eva-Maria Hagen, Harry Hindemith, Ernst Jacobi, Ralf Kirsten, Kurt Maetzig, Hartmut Ostrowsky, Horst Seemann, Ernst-Georg Schwill, Peter Sodann und Wolfgang Winkler zusammen.
Darüber hinaus war Geppert für zahlreiche Filme als Synchronsprecher tätig.

## Filmografie (Auswahl)
- Liebe auf den letzten Blick (DDR, 1960)
- Ogniomistrz Kalen (Feuermeister Kalin; Polen 1961)
- Weiberzwist und Liebeslist (DDR 1961)
- Nur ein Viertelstündchen (DDR 1965, Kurzfilm)
- Diverzanti (Männer in Nacht und Flammen; Jugoslawien 1966)
- 1966: Zeugen (Fernsehspiel)
- Die Fahne von Kriwoj Rog (DDR, 1967)
- Der Parasit (Fernsehtheater Moritzburg, DDR 1967)
- Hänschen in der Grube (Fernsehtheater Moritzburg, DDR 1968)
- Die Forbringern (Fernsehtheater Moritzburg, DDR 1968)
- Abendbesuch (Fernsehtheater Moritzburg, DDR 1968)
- Ungewöhnlicher Ausflug (Fernsehtheater Moritzburg, DDR 1969)
- Wer zuletzt lacht ... (Fernsehtheater Moritzburg, DDR 1970)
- Der Mann nach der Uhr oder der ordentliche Mann (Fernsehtheater Moritzburg, DDR 1971)[3]
- Herren im Haus (Fernsehtheater Moritzburg, DDR 1972)
- Liebe mit Engel Gabriel (Fernsehtheater Moritzburg, DDR 1970)
- Deps (Die Nacht auf dem Revier; Jugoslawien 1974)
- Dervis i Smrt (Der Derwisch und der Tod; Jugoslawien 1974)
- Pogled iz Potkrorlja (Blick vom Dachboden; BRD / Jugoslawien 1974)
- Bankett für Achilles (DDR 1974/75)
- Der Zaubersessel (Fernsehtheater Moritzburg, DDR 1975)
- Spielereien (Fernsehtheater Moritzburg, DDR 1976)
- Ein unerwünschter Gast (Fernsehtheater Moritzburg, DDR 1977)
- Ottokar der Weltverbesserer (DDR 1977)
- Kleines Theater: Darf's ne Pille mehr sein? (Fernsehtheater Moritzburg, DDR 1978)
- Ihr Kinderlein kommet (Fernsehtheater Moritzburg, DDR 1979)
- Lachtauben weinen nicht (DDR, 1979)
- Poseban Tretman (Sonderbehandlung; Jugoslawien 1980)
- Nea marin miliardar (Wer ist der Milliardär; Rumänien 1980)
- Ehe ungenügend (Fernsehtheater Moritzburg, DDR 1981)
- Fariaho (DDR 1983)
- Vera - Der schwere Weg der Erkenntnis (Fernsehserie, DDR, 1986–1988)
- Luk Erosa (Erosbogen; Polen 1987)
- Nachbar Schulze gegen Alle (Folge aus Von Fall zu Fall; Fernsehtheater Moritzburg, DDR 1989)
- Die Verflechtung (D, 1993)

## Hörspiele (Auswahl)
- Die Gänse von Bützow (DDR 1971)
- Die Nacht vor Weihnachten (Kinderhörspiel; DDR 1978)
- Katzenbergers Badereise (DDR 1980)
- Penny & Mark (Hörspielreihe; 4 Folgen; DDR 1991)
- Bankraub (D 1993)

## Oper
- Der Mond (DDR 1973)